# 亚东中皿蛛
亚东中皿蛛（学名：Centromerus yadongensis）为皿蛛科中皿蛛属的动物。在中国大陆，分布于西藏等地，主要栖息于草丛。该物种的模式产地在西藏。